# Chaetopelma altugkadirorum
Espèce
Chaetopelma altugkadirorum est une espèce d'araignées mygalomorphes de la famille des Theraphosidae.

## Distribution
Cette espèce se rencontre dans la province d'Hatay en Turquie et dans le gouvernorat de Lattaquié en Syrie,.

## Description
Le mâle mesure 31 mm et la femelle 41 mm.

## Étymologie
Cette espèce est nommée en l'honneur d'Altuğ Kızıltuğ et Kadir Boğaç Kunt.

## Publication originale
- Gallon, Gabriel & Tansley, 2012 : A new Chaetopelma species from the eastern Mediterranean (Araneae, Theraphosidae, Ischnocolinae). Journal of the British Tarantula Society, vol. 27, no 4, p. 128-139.